# اسکندر عامری‌پور
اسکندر عامری‌پور (معروف به الکس عامری) (زادهٔ ۲۴ بهمن ۱۳۱۵، اهواز – درگذشته ۱۶ خرداد ۱۳۶۵) بازیگر، کارگردان، فیلم‌نامه‌نویس و تهیه‌کنندهٔ ایرانی بود.

## زندگی‌نامه
عامری‌پور، فرزند حاج حمادی نبهانی کعبی است که در ۲۴ بهمن ۱۳۱۵ در منطقهٔ عامری اهواز زاده شد. او در کودکی مادر خود را از دست داد. پس از گرفتن دیپلم ریاضیات، در ادارهٔ برق اهواز استخدام شد. سپس به‌خاطر قدرت صحبت به زبان انگلیسی با خارجی‌زبانانی که در حوزهٔ نفت و شرکت نفت شاغل بودند به‌عنوان راهنما و مترجم همکاری کرد. این ارتباط باعث ایجاد علاقه در وی به فیلم و سینما شد.
به دنبال آن در سال ۱۳۴۰ به‌خاطر کار در حوزهٔ سینما با کشتی کوئین مری به آمریکا سفر کرد و در هالیوود به‌عنوان تدوین‌گر و دستیار کارگردان مشغول به کار شود. وی کمک‌کارگردانی جان فورد را نیز به‌عهده داشت.
اسکندر عامری‌پور در ۱۶ خرداد ۱۳۶۵ در شهر کال‌ور سیتی در شهرستان لس‌آنجلس ایالت کالیفرنیا درگذشت.

## فیلم‌شناسی
- خانهٔ آقای حقدوست (۱۳۵۹)
- Linda and Abilene‏ (۱۹۶۹)
- The Wizard of Gore‏ (۱۹۷۰)
- The Gore Gore Girls‏ (۱۹۷۲)